# جوجل ترافيك
جوجل ترافيك (بالإنجليزية: Google Traffic) هي ميزة في خرائط جوجل والتي تعرض حالات الازدحام مباشرة على الطرق الرئيسية والسريعة في أكثر من 50 دولة. يمكن عرض جوجل ترافيك في موقع خرائط جوجل على الويب، أو باستخدام تطبيق خرائط جوجل على جهاز محمول.
يعمل جوجل ترافيك عبر تحليل المواقع المحددة بنظام تحديد المواقع العالمي GPS والتي يتم إرسالها إلى جوجل بواسطة عدد كبير من مستخدمي الهواتف الجوالة. عبر حساب سرعة المستخدمين على طول الطريق، يمكن لجوجل توليد خريطة مباشرة للازدحام. تقوم جوجل بمعالجة البيانات الخامّة التي تستقبلها حول مواقع الهواتف الجوالة، ثم تستثني الشاذ منها مثل سيارة البريد التي تتوقف باستمرار. عندما تتم ملاحظة عدد مبدئي من المستخدمين في منطقة محددة، يتم تغيير لون الطبقة التي تغطي الطرق على خريطة جوجل.

## التاريخ
الإصدارات المبكرة من خرائط جوجل كانت توفر معلومات للمستخدمين عن كمية المدة التي يتم استغراقها للقيادة على طريق محدد في ظروف الازدحام الشديد. معلومات الازدحام كانت مبنية على بيانات تاريخية للازدحام ولم تكن دقيقة بشكل بارز.
في 2004 استحوذت جوجل على زيبداش (بالإنجليزية: ZipDash) -شركة متخصصة في التحليل المباشر للازدحام-. في 2007 قامت جوجل بدمج تقنية زيبداش في خرائط جوجل، مما يوفر بيانات ازدحام مبنية على المعلومات التي يتم جمعها بشكل مجهول من مستخدمي الهواتف الجوالة.

## بيانات الازدحام بالتعهيد الجماعي
تقوم شركات الاتصالات الخلوية باستمرار بمراقبة مواقع أجهزة المستخدمين. أحد الطرق المستخدمة هي التثليث المساحي، حيث يتم قياس المسافة (التأخر في الزمن) لثلاثة أو أكثر من أبراج الهواتف الخلوية المحيطة بالجهاز. أحد طرق التتبع الأخرى هي مراقبة الموقع الدقيق لإحداثيات المستخدم المحددة بواسطة مستقبل GPS داخل الهاتف. بدأ ظهور الهواتف الجوالة المجهزة بتقنية نظام التموضع العالمي في 2004، وفي بداية 2011، قامت لجنة الاتصالات الاتحادية الأمريكية بطلب أن جميع الهواتف الجوالة الجديدة يجب أن يكون من الممكن تحديد مواقعها في حدود 50 قدم.
جمع المعلومات الإلكترونية من مجموعة كبيرة من الناس بهذه الطريقة يطلق عليه التعهيد الجماعي.
ذكرت جوجل أنه عندما يتم دمج سرعة أحد المستخدمين مع سرعات الهواتف الأخرى على الطريق، عبر الآلاف من الهواتف المتنقلة حول مدينة ما في أي زمن معطى، يمكن الحصول على صورة جيدة لحالات الازدحام المباشرة.

## المميزات
يتوفر جوجل ترافيك عبر اختيار «حركة المرور» من قائمة منسدلة في خرائط جوجل. تظهر عندئذٍ طبقة ملونة فوق الطرق، يمثل اللون الأخضر فيها سرعة المرور الطبيعية، والأصفر سرعة أبطأ من الطبيعية، والأحمر يمثل ازدحام، بينما الأحمر الغامق (الأحمر والأسود سابقًا) فيمثل المرور المتوقف أو الموشك على الوقوف. اللون الرمادي يمثل عدم وجود بيانات ازدحام.
يمكن للمستخدمين استخدام ميزة «البحث» لعرض حركة المرور في منطقة محددة. فعلى سبيل المثال، يمكن للمستخدم أن يكتب في صندوق البحث «حركة المرور النخيل، الرياض» ليشاهد حركة المرور لهذا الحي على الخريطة. أحد الميزات الأخرى يتم فيها استخدام البيانات التاريخية لإظهار «حركة المرور المعتادة» لمنطقة ما بناءً على الوقت واليوم. جوجل ترافيك يظهر أيضًا «الحادثات المرورية»، مثل أعمال البناء، والحوادث، وإغلاقات الطرق. بالإضافة إلى ذلك، يمكن عرض جوجل ترافيك أثناء استخدام ميزة «التوجيهات» في خرائط جوجل.

## اعتبارات الخصوصية
ذكرت جوجل بأنها تتفهم أن العديد من الناس سيقلقون بسبب إخبار العالم عن مدى سرعة انتقال سياراتهم بالإضافة إلى إخبار العالم أين يذهبون. قامت جوجل ببناء عدد من الميزات لحماية هويات ومواقع المستخدمين الذين يختارون توفير بيانات الحركة المرورية لجوجل.

### خيار الانسحاب
الأجهزة المتنقلة التي تستخدم نظام التشغيل أندرويد (بالإنجليزية: Android) من جوجل تأتي مجهزة بإمكانية إرسال بيانات الموقع إلى جوجل، بينما يمكن أيضًا للأجهزة التي لا تستخدم أنرويد والتي تحتوي على خرائط جوجل أن ترسل بيانات الموقع إلى جوجل. على أي حال، الخيارات المتوفرة في إعدادات كل جهاز تسمح للمستخدمين بمنع مشاركة المعلومات المتعلقة بمواقعهم مع خرائط جوجل. في موقع جوجل على الويب تتوفر تعليمات للانسحاب لتشكيلة واسعة من الأجهزة وأنظمة التشغيل، بما فيها أندرويد، وبلاكبيري، وآيفون، وآيبود، وبالم ويب أو إس، وسيمبيان إس 60، وويندوز موبايل، وسوني إريكسون. ذكرت جوجل أنه حالما تنسحب من «موقعي»، لن يستمر خرائط جوجل بإرسال معلومات إلى خوادم جوجل لتحديد الموقع التقريبي لجهازك.

### إخفاء مصدر بيانات الموقع
ذكرت جوجل أن معلومات الموقع والسرعة التي تجمعها لحساب حالات الازدحام هي مجهولة المصدر. تقوم جوجل أيضًا بتحديد نقاط البداية والنهاية لكل رحلة تراقبها، وتقوم بحذف هذه البيانات نهائيًا حتى تبقى المعلومات المتعلقة بمكان قدوم المستخدم ومكان ذهابه خاصة به.

## وصلات خارجية
- خرائط جوجل